# 핫타촌 (미에현)
핫타촌(治田村)은 미에현 이나베군에 있던 촌이다. 현재의 이나베시에 해당한다.

## 역사
- 1889년 4월 1일 - 정촌제 시행에 의해 이나베군 핫타촌이 성립하였다.
- 1955년 8월 1일 - 호쿠세이정에 편입해, 동일 핫타촌은 폐지되었다.

## 교통

### 철도
- 산기철도
  - 산기선
- 미에교통
  - 호쿠세이선 (현 산기 철도 호쿠세이선)

## 참고문헌
- 角川日本地名大辞典 24 三重県